# Église Saint-Jean-Glavosek de Krupac
Pour les articles homonymes, voir Église Saint-Jean.
L'église Saint-Jean-Glavosek de Krupac (en serbe cyrillique : Црква Светог Јована Главосека у Крупцу ; en serbe latin : Crkva Svetog Jovana Glavoseka u Krupcu) est une église mémorielle orthodoxe serbe serbe située à Krupac, dans la municipalité de Pirot et dans le district de Pirot, en Serbie. Elle est inscrite sur la liste des monuments culturels protégés de la république de Serbie (no SK 912),. 
L'église est située dans l'enceinte du monastère de Krupac.

## Présentation
L'église a été fondée pour servir de mémorial et d'ossuaire pour les combattants de la guerre russo-serbo-turque de 1876-1877 et pour ceux qui sont morts entre 1912 et 1918.